# Kamjanka-Boezka
De Oekraïense stad Kamjanka-Boezka (Oekraïens: Кам'янка-Бузька; Pools: Kamionka Bużańska) is gelegen op een afstand van ca. 40 kilometer ten noorden van de regionale hoofdstad Lviv, in de oblast Lviv. De stad ligt op de oevers van de Westelijke Bug.

## Galerij

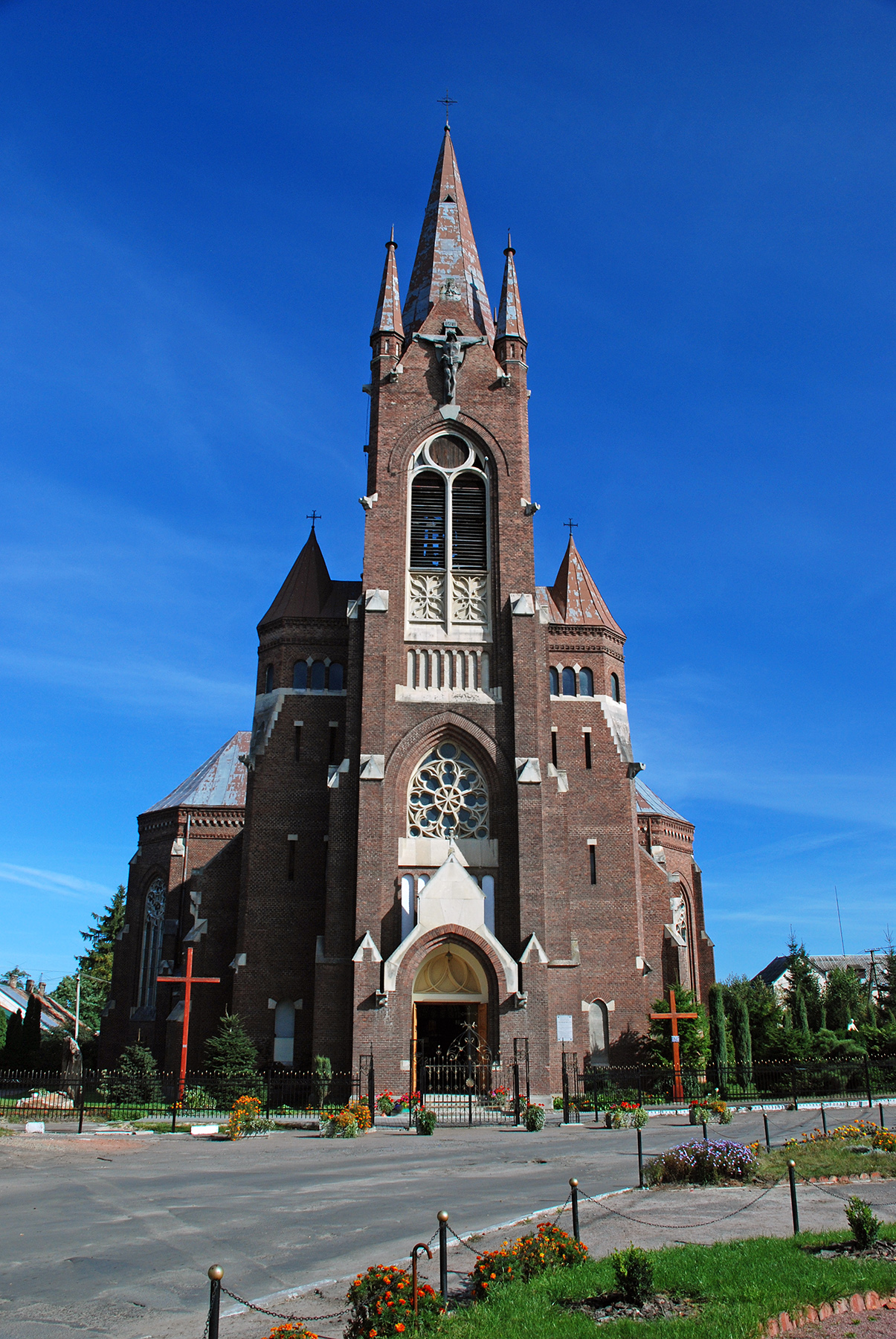
Katholieke kerk in Kamjanka-Boezka.
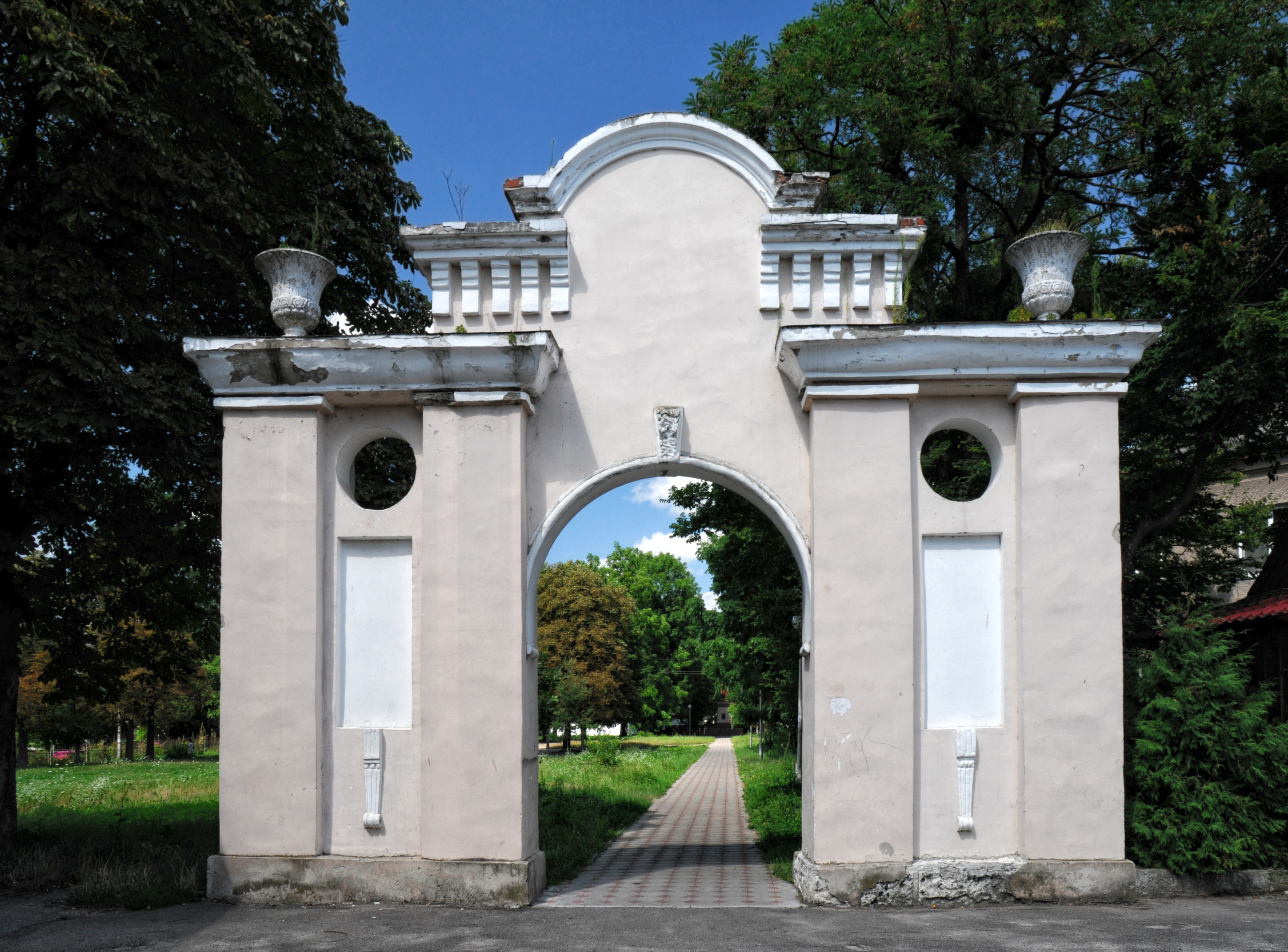
Ingang naar het 'Zwarte Park'.
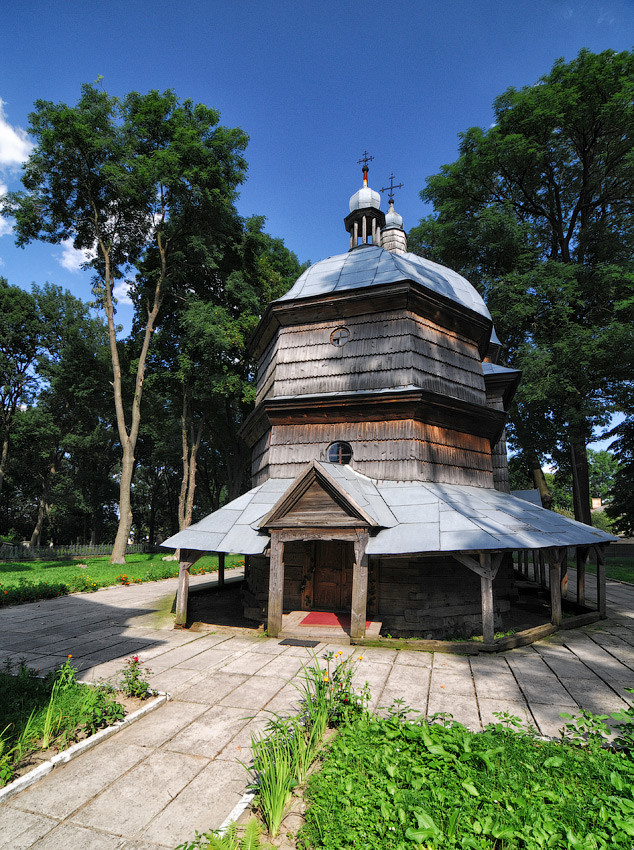
Kerk van St. Nikolai.
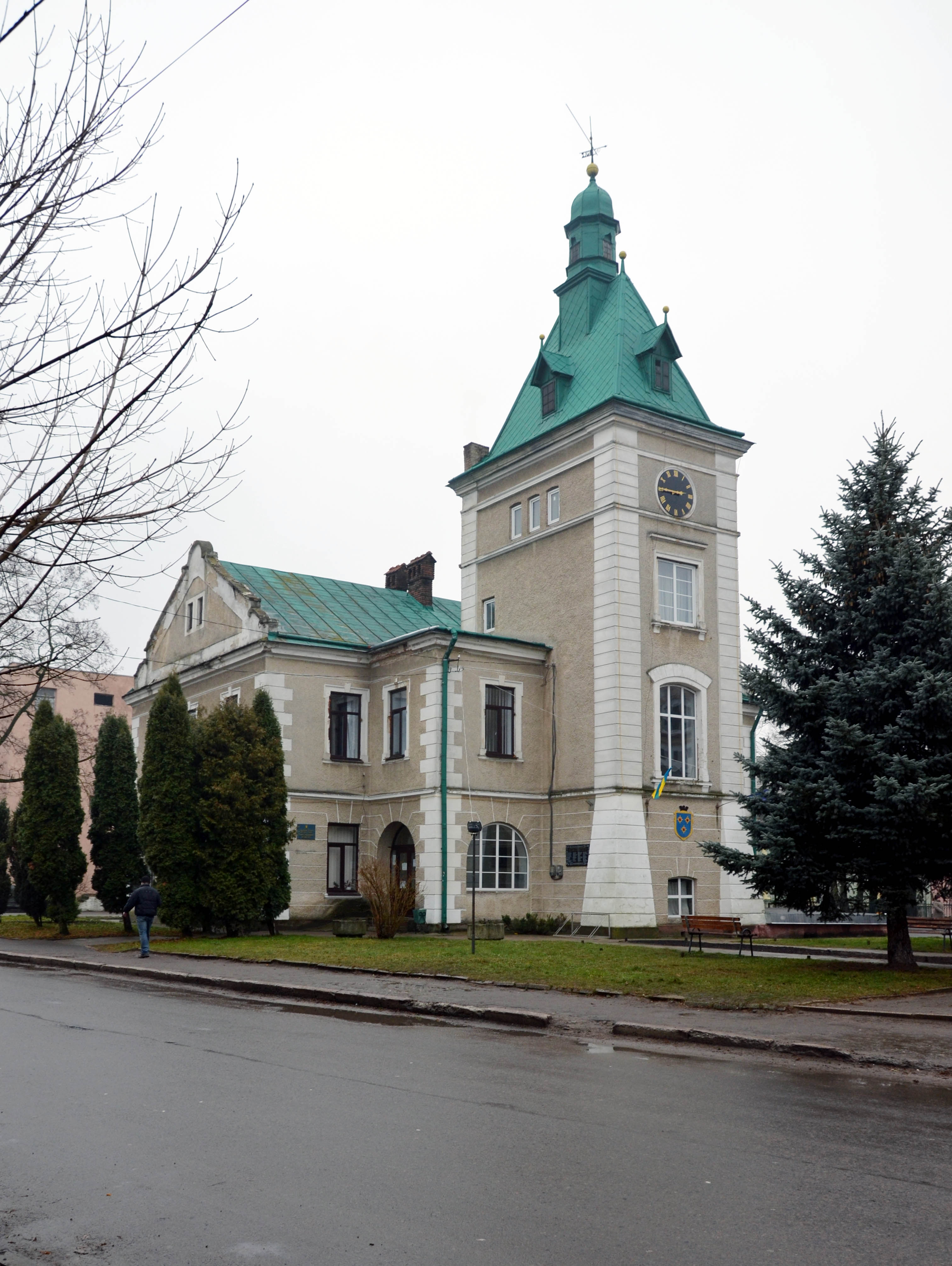
Sjevtjenkostraat (vernoemd naar de Oekraïense dichter Taras Sjevtsjenko (1814-1861).
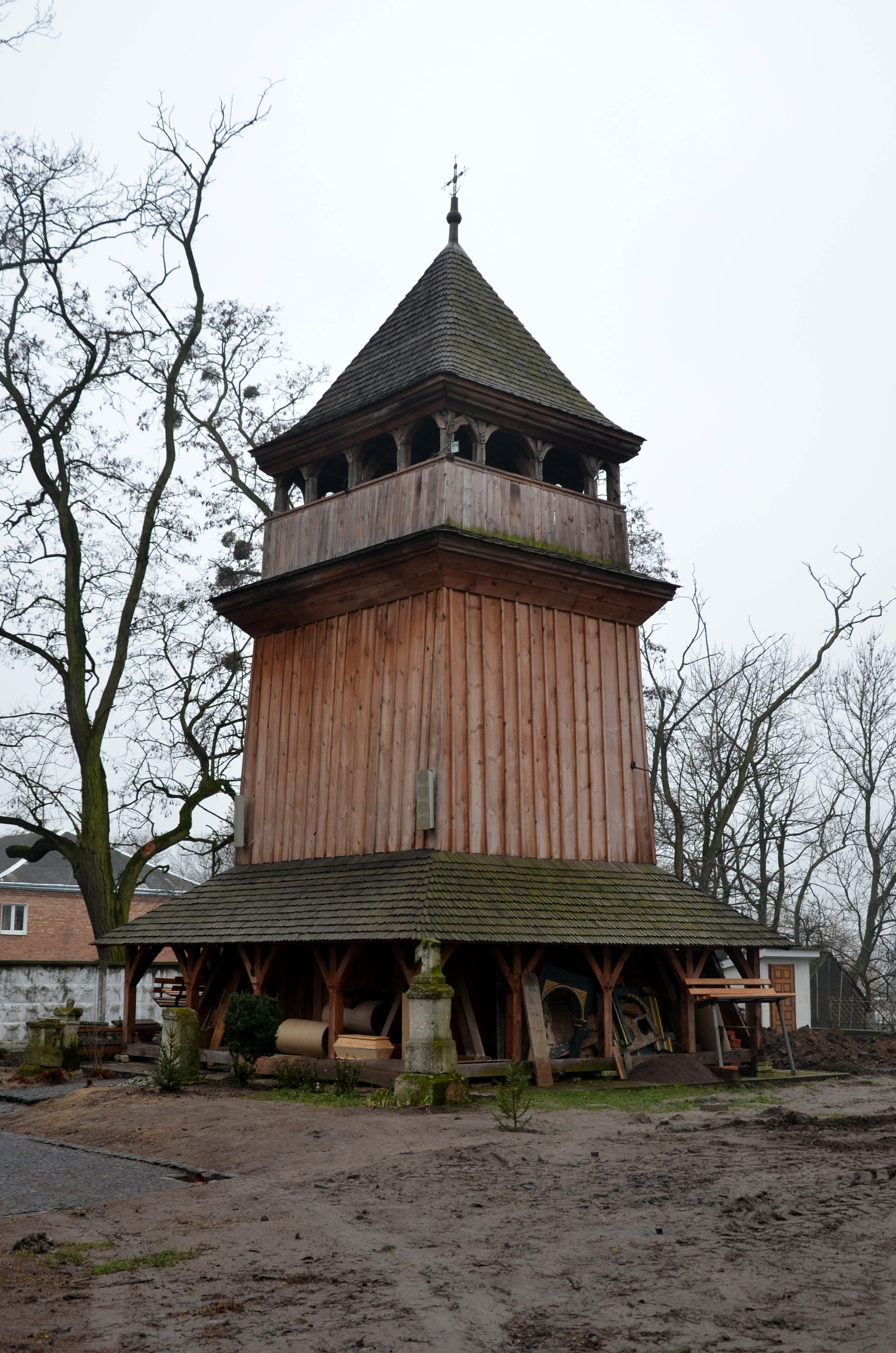
Klokkentoren van de kerk van St. Nikolai.
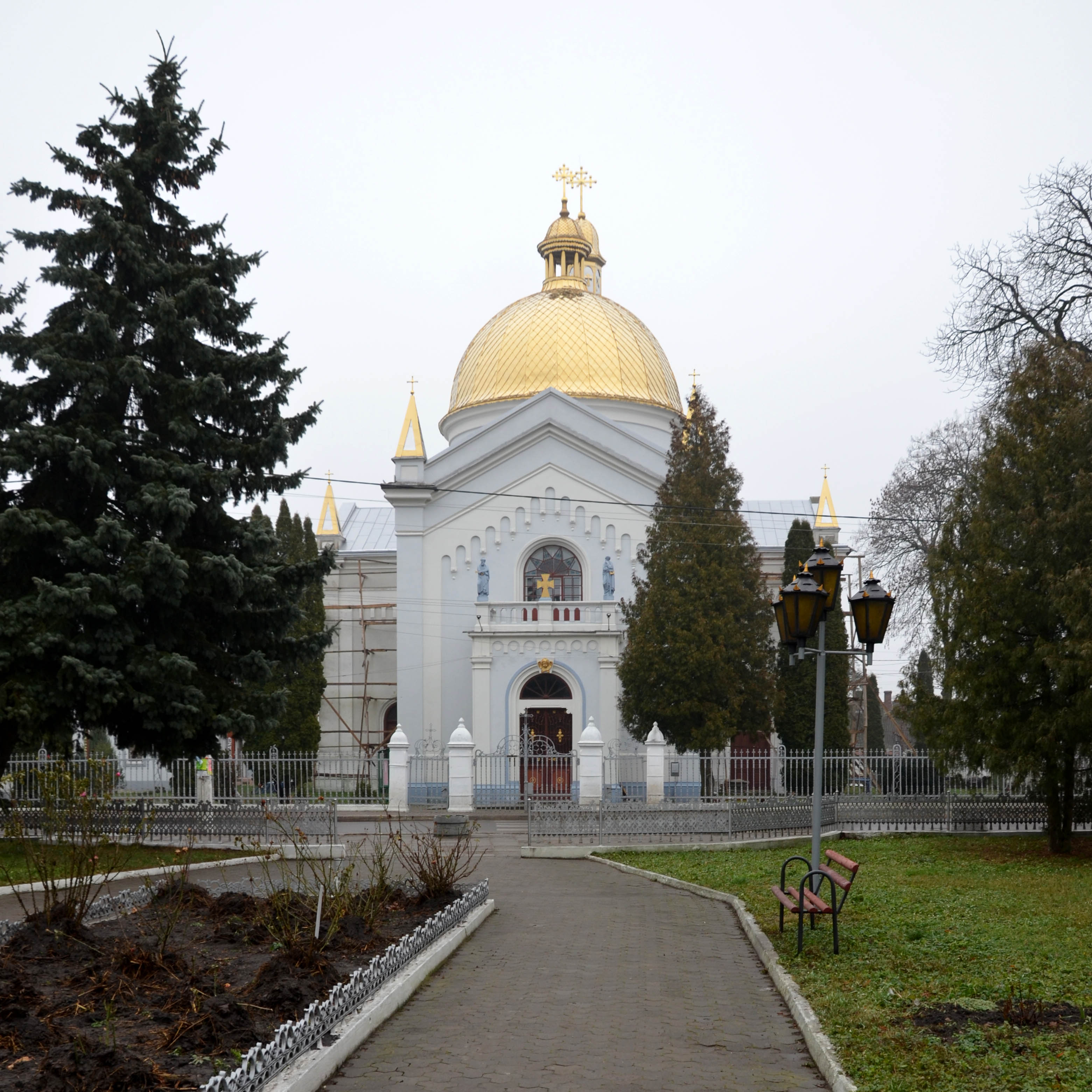
Orthodoxe kerk.